# Einar Bager
Einar Henrik Bager, född 19 april 1887 i Sankt Petri församling i Malmö, död 28 januari 1990 i Sankt Pauli församling i Malmö, var en svensk historiker och illustratör.

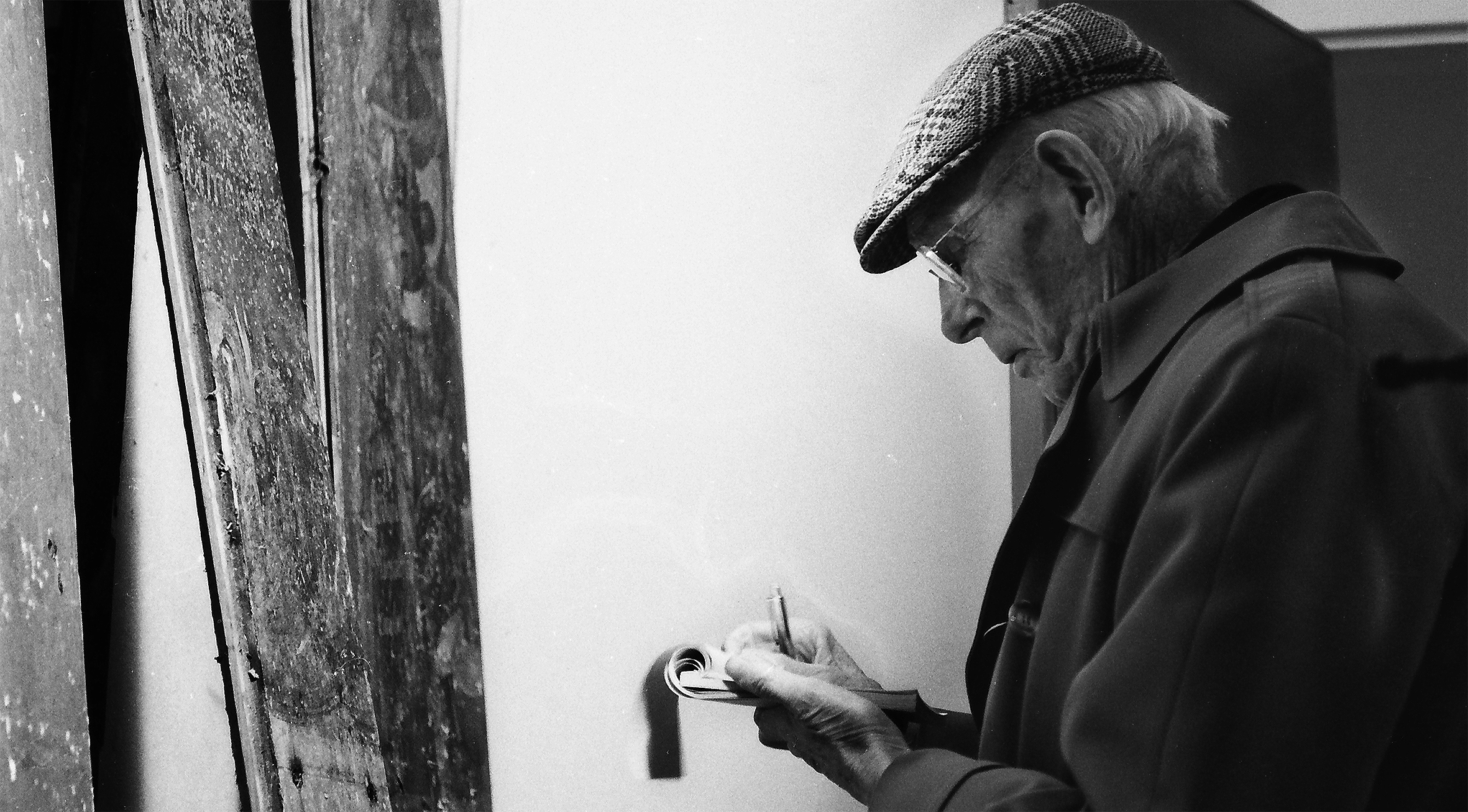
Einar Bager 1979 då han avtecknade påträffade väggmålningar från 1700-talet i släktgården vid Lilla torg i Malmö.

Bager var son till Harald Bager. Han genomgick sin utbildning i Köpenhamn, först 1905 och 1906 för Frederik Vermehren och därefter mellan 1906 och 1909 vid Kunstakademiet. Senare ägnade han sig framförallt åt historia; då främst Malmös historia. Han gav ut flera böcker i ämnet med egna illustrationer. År 1947 tilldelades han medaljen Illis Quorum. År 1956 blev han hedersdoktor vid Lunds universitet. Han var hedersledamot i Malmö förskönings- och planteringsförening, Malmö fornminnesförening samt Malmö Nation. Han satt även flera år i museinämnden. Einar Bagers samling finns arkiverade på Malmö stadsarkiv och han finns representerad på bland annat Malmö museum. Bager är begravd på Gamla kyrkogården i Malmö.

## Priser och utmärkelser
- Lengertz litteraturpris 1972